# نهائي كأس الكؤوس الأوروبية 1998
نهائي كأس الكؤوس الأوروبية 1998 هي المباراة النهائية من منافسة كأس الكؤوس الأوروبية 1997–98، أقيمت المباراة في 13 مايو 1998، في ملعب روسوندا، بين فريقي تشيلسي، ونادي شتوتغارت، وفاز فيها تشيلسي، بعد أن هزم نادي شتوتغارت، بنتيجة 1 - 0، وكان حكم المباراة ستيفانو براسكي، وحضر المباراة 30216 شخصاً.

## تفاصيل المباراة
لعبت المباراة النهائية في 13 مايو 1998.
| تشيلسي | 1 -0 | نادي شتوتغارت |
| ------ | ---- | ------------- |
|        |      |               |